# Zaburzenia krążenia
Zaburzenia krążenia, zaburzenia hemodynamiczne – w  patomorfologii jedna z głównych grup klasyfikacyjnych zmian patologicznych, obok wad rozwojowych, zmian wstecznych, zmian postępowych, zapaleń i nowotworów.
Wśród zaburzeń krążenia wyróżniamy m.in. zawał, krwotok, zator, obrzęk i przekrwienie.

## Piśmiennictwo
- Zollinger HU "Anatomia patologiczna" (tłum.pod red.: Gabryel P), PZWL, Warszawa, 1977.

Przeczytaj ostrzeżenie dotyczące informacji medycznych i pokrewnych zamieszczonych w Wikipedii.